# Tjurkö socken
Tjurkö socken i Blekinge ingick i Östra härad, uppgick 1952 i Karlskrona stad och området är sedan 1971 en del av Karlskrona kommun i Blekinge län, från 2016 inom Sturkö distrikt.
Socknens areal är 6,2 kvadratkilometer bestående av ön Tjurkö med omkringliggande holmar med 303 invånare 1953. Sockenkyrkan Tjurkö kyrka ligger i denna socken.

## Administrativ historik
1 maj 1888 bildades socken genom en utbrytning ur Augerums socken då för de kyrkliga frågorna bildades Tjurkö församling och för de borgerliga frågorna Tjurkö landskommun. Landskommunen inkorporerades 1952 i Karlskrona stad som 1971 ombildades till Karlskrona kommun. Församlingen uppgick 1964 i Karlskrona stadsförsamling, för att 1989 överföras till Sturkö församling. 
1 januari 2016 inrättades distriktet Sturkö, med samma omfattning som Sturkö församling hade 1999/2000 och fick 1989, och vari detta sockenområde ingår.
Socknen har tillhört fögderier, tingslag och domsagor enligt vad som beskrivs i artikeln Östra härad.
Socken indelades fram till 1901 i 16 båtsmanshåll, vars båtsmän tillhörde Blekinges 2:a båtsmanskompani.

## Geografi
Tjurkö socken består av ön Tjurkö med omkringliggande holmar och består av småbrutet, till större delen öppet skärgårdslandskap. Skogsmark saknas, sedan ekskogarna på 1700-talet skövlades för flottans skull, ön har uppskattade badstränder. På Tjurkö har funnits stenhuggerier.

## Fornminnen
En stenåldersboplats och ett par resta stenar från järnåldern är kända. Tjurköbrakteaten är ett känt fynd.

## Namnet
Namnet (1624 Tiurckøe) anses bestå av ordet theur- ’bergshöjd’ och betyda den klippiga ön.

## Befolkningsutveckling
| Befolkningsutvecklingen i Tjurkö socken 1890–1940            | Befolkningsutvecklingen i Tjurkö socken 1890–1940 | Befolkningsutvecklingen i Tjurkö socken 1890–1940 | Befolkningsutvecklingen i Tjurkö socken 1890–1940 | Befolkningsutvecklingen i Tjurkö socken 1890–1940 |
| ------------------------------------------------------------ | ------------------------------------------------- | ------------------------------------------------- | ------------------------------------------------- | ------------------------------------------------- |
|                                                              |                                                   |                                                   |                                                   |                                                   |
| År                                                           |                                                   |                                                   | Folkmängd                                         |                                                   |
| 1890                                                         | 1890                                              |                                                   | 1 592                                             |                                                   |
| 1900                                                         | 1900                                              |                                                   | 1 374                                             |                                                   |
| 1910                                                         | 1910                                              |                                                   | 1 046                                             |                                                   |
| 1920                                                         | 1920                                              |                                                   | 751                                               |                                                   |
| 1930                                                         | 1930                                              |                                                   | 595                                               |                                                   |
| 1940                                                         | 1940                                              |                                                   | 374                                               |                                                   |
| Anm: Källor: Demografiska databasen, CEDAR, Umeå universitet |                                                   |                                                   |                                                   |                                                   |

### Fotnoter
1. 1 2 3  Svensk Uppslagsbok andra upplagan 1947–1955: Tjurkö socken
2. ↑  Harlén, Hans; Harlén Eivy (2003). Sverige från A till Ö: geografisk-historisk uppslagsbok. Stockholm: Kommentus. Libris 9337075. ISBN 91-7345-139-8
3. ↑  "Ostkanten" om Blekinge och Södra Möres båtsmän
4. 1 2  Sjögren, Otto (1932). Sverige geografisk beskrivning del 3 Blekinge, Kristianstads, Malmöhus och Hallands län samt staden Göteborg. Stockholm: Wahlström & Widstrand. Libris 9940
5. 1 2  Nationalencyklopedin
6. ↑  Fornminnesregistret, Riksantikvarieämbetet: Tjurkö socken Fornminnen i socknen erhålls på kartan genom att skriva in sockennamn (utan "socken") i "Ange geografiskt område"